# 廖仲符
廖仲符（1913年—2001年4月12日），曾用名廖中符。辽宁铁岭人。中国人民解放军开国少将。

## 生平
1933年毕业于开原师范学校。1935年入北平东北大学补习班学习，参加了“一二·九”运动，1936年加入中华民族解放先锋队，1937年加入中国共产党，1938年参加冀南八路军。1938年4月5日任“冀南抗日游击独立第二师”（简称独二师）参谋主任、党代表。1938年6月下旬在威县城内，徐向前、宋任穷主持独二师整编为“八路军冀鲁抗日游击第一支队”，副支队长廖仲符。1938年8月21日在夏津，冀鲁抗日游击第一支队和七七一团一个营、青年抗日纵队一个炮兵连，整编为“八路军一二九师青年抗日纵队第三团”（“青纵三团”，代号成安），副团长廖仲符，成为八路军主力团。1941年到延安军政学院学习，毕业后任新编第4旅政治部敌工科科长、团长。1944年到中共中央党校学习，担任党校干部科秘书。1945年4月至6月作为晋冀鲁豫代表团成员出席中共七大。随中央党校干部队开赴东北。
1945年11月任北安军区第3支队队长。1946年1月任龙江军区警备第3旅旅长。1947年9月任龙江军区参谋长。1948年1月任东北野战军独立第9师师长。1948年11月任第四野战军第42军第155师师长。
中华人民共和国成立后，1950年4月任第42军参谋长。1952年42军回国后，任中南军区司令部工程处处长兼国防工程处处长，海南国防工程指挥部副主任。1954年8月任中南军区工程兵部主任， 1955年4月任广州军区工程兵部主任。
1955年9月被授予解放军工程兵大校军衔。1961年8月晋升为少将军衔。